# Большие тинаму
Больши́е тинаму́ или тинаму́ (лат. Tinamus) — род птиц семейства Тинаму, состоящий из 5 видов. Все представители рода — птицы средней величины с серым либо бурым оперением. Обитают в Центральной и Южной Америке.

## Этимология
Научное название рода — Tinamus, происходит от данного Бюффоном — Tinamous, которое в свою очередь — от взятого из карибского языка названия для этих птиц.

## Внешний вид
Все представители рода средней величины птицы — длина тела составляет 35—40 см. Окраска оперения в основном черновато-бурая или серовато-бурая. Окраска ног голубовато-серая.
Большие тинаму любят купаться. У этих птиц хорошо развит порошковый пух — специальные перья, которые по мере роста крошатся и превращаются в подобие пудры, основным назначением которой является защита перьев от влаги.

## Размножение
Как и у многих тинамовых, у представителей больших тинаму активно токуют самки, а не самцы. Брачный период приходится на осень—зиму, птицы гнездятся в октябре—декабре. Гнёзда устраивают на земле около стволов деревьев. Самец, временно покидая гнездо, накрывает его листьями. Одна самка последовательно откладывает яйца в гнёзда нескольких самцов.

## Распространение
Представители рода обитают в Центральной и Южной Америке. Распространены от средних районов Бразилии до Колумбии и дальше на север до южных районов Мексики. Селятся во влажных лесах. Ночью спят на деревьях.

## Классификация
В состав рода включены 5 видов:
- Tinamus guttatus — Белогорлый тинаму
- Tinamus major — Большой тинаму
- Tinamus osgoodi — Чёрный тинаму
- Tinamus solitarius — Тинаму-отшельник, или тинаму-пустынник
- Tinamus tao — Тао, или серый тинаму